# Бильдерлинг, Пётр Александрович
Барон Пётр Александрович Бильдерлинг (26 мая 1844, Санкт-Петербург — 23 сентября 1900) — русский артиллерист, промышленник и сельский хозяин. Стал известен как партнёр братьев Нобель и арендатор при модернизации Ижевского оружейного завода, впоследствии — как один из основателей и председатель правления общества «Бранобель».

## Краткое жизнеописание

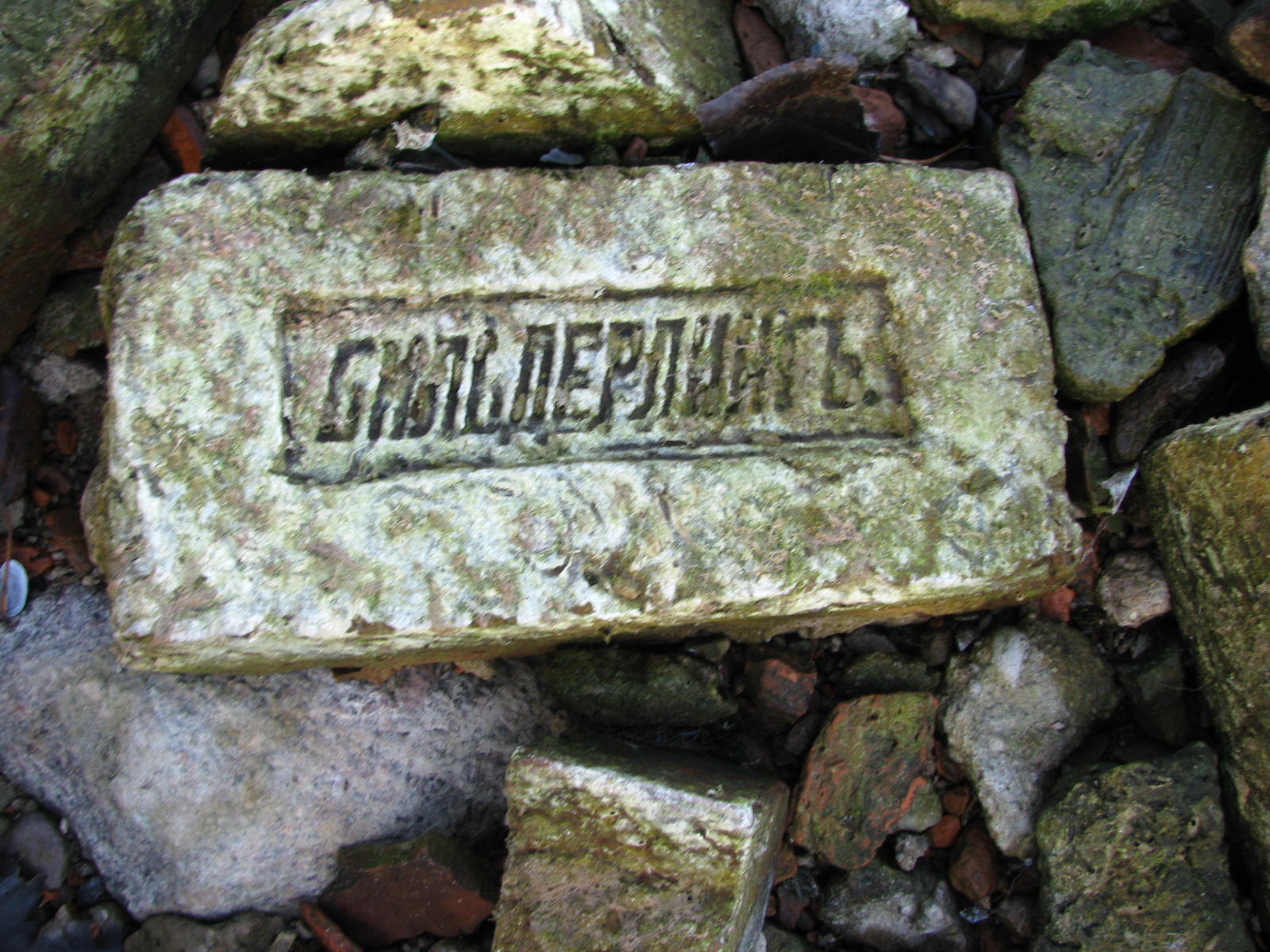
Кирпич с клеймом «Бильдерлинг».

Происходил из баронского рода Бильдерлинг, небогатых обрусевших балтийских немцев — выходцев из Курляндии. Православный. Отец, Александр Григорьевич Бильдерлинг, был военным инженером, участником Крымской войны, дослужившимся до генерал-лейтенанта инженерной службы. Дед был лютеранским пастором в Митаве. Мать, Мария Фроловна, происходила из рода Доливо-Добровольских (1820—16.05.1887) — дочь действительного статского (позже — действительного тайного) советника Флора Осиповича Доливо-Добровольского (1776—1852) и его второй супруги Марии Фёдоровны, урождённой Желтухиной (1795—1874). Брат — Бильдерлинг Александр Александрович.
Воспитанник Пажеского корпуса. Затем окончил Михайловское артиллерийское училище по первому разряду. Участвовал в войне на Кавказе. Дальнейшая его деятельность была связана с перевооружением армии и массовым производством стрелкового оружия. Был арендатором Ижевского оружейного завода, который был существенно (однако, не без больших трудностей) модернизирован. Участвовал в русско-турецкой войне 1877—1878 гг, был тяжело ранен. Впоследствии, выйдя в отставку, активно участвовал в нефтяном бизнесе братьев Нобель (общество «Бранобель»), был в числе первых акционеров.
В собственном имении «Заполье» под Лугой, приобретённом в 1883 году, он завёл образцовое хозяйство и устроил сельскохозяйственную опытную и метеорологическую станцию (1889). В нём культивировалось коневодство (орденская порода), полеводство, луговодство, лесоводство, садоводство (свыше тысячи яблоневых деревьев), молочное скотоводство, свиноводство, овцеводство, рыбная ловля. В 1893 году был построен винокуренный завод, в 1895 — водяная мельница и лесопильня с турбиной. Опытная сельскохозяйственная станция размещалась в соседнем сельце Бусаны. В 1895 году Бильдерлинг передал её в пользование, а затем в заведование Министерству земледелия и государственных имуществ. Здесь в 1905 году работал агрономом будущий писатель М. М. Пришвин.

## Награды
- Орден Святого Владимира 3-й ст. с мечами, 4-й ст.
- Орден Святой Анны 2-й ст., 3-й ст.
- Орден Святого Станислава 2-й ст., 3-й ст.

## Избранные труды
П. А. Бильдерлингу принадлежит авторство многочисленных сочинений по артиллерии: «Русская скорострельная винтовка», «Тактика новейшего скорострельного оружия», «Приготовление стальных стволов в Америке» и др., напечатанных в «Военном сборнике», «Артиллерийском журнале» и «Оружейном сборнике». Труды по сельскому хозяйству: «Удобрение в теории и на практике» (СПб., 1891), «Обзор современного состояния земледелия и сельскохозяйственного образования во Франции» (СПб., 1889), «Торф, как удобрение» (СПб., 1895), «Беседы по земледелию» (СПб., 1895) и «Силы природы в сельском хозяйстве: 4 очерка» (СПб.: коммерч. скоропеч. Е. Тиле, 1898).

## Семья
Был женат дважды.
- Первая жена — Наталия Александровна Баранцова (23.10.1850—22.02.1873), дочь А. А. Баранцова. Умерла после родов.
- Вторая жена (с 24 апреля 1880 года) — Софья Владимировна Вестман (13.05.1853—03.01.1914[5]), фрейлина двора (01.04.1879), дочь действительного тайного советника В. И. Вестмана. Умерла от грудной жабы в Каннах. Их дети:[6]:

сыновья:
- Пётр (17.10.1882—05.04.1939, Ницца), титулярный советник. Его жена — Мария Константиновна, урожд. Ржевская (1889—1939, Франция). 
  - Его дочь — Софья Петровна Бильдерлинг, в замуж. Арцимович (1923—2007). Ее муж — Михаил Викторович Арцимович (1922—2003), протоиерей[7], настоятель Церковь Воскресения Христова в Медоне.  Их сын Виктор Михайлович Арцимович (1950, Буэнос-Айрес—2006, Швейцария, похоронен рядом с родителями на кладбище Сент-Женевьев-де-Буа)[8].
- Владимир (09.11.1883—1951)
- Александр (21.03.1886—1969)[9]
- Георгий (29.06.1888—30.12.1918; врач, умер от тифа в Крыму. Кенотаф установлен на кладбище Сент-Женевьев-де-Буа). Его жена — Ксения Александровна, урожд. Армфельт (1889—1967, Бельгия), внучка В.А.Армфельта.
  - Его дети: Николай Георгиевич (24.09.1915[10], Петроград—19.10.1984[11]), Георгий Георгиевич (1913—1980). Оба окончили агротехнический факультет Льежского университета в Жамблу (Бельгия).
- Николай (18.10.1889—09.03.1952)
- Андрей (22.02.1894—07.10.1967, Франция). Его жена — Татьяна Александровна, урожд. Армфельт[12] (1891, СПб—1984, Париж), внучка В.А.Армфельта.

дочери:
- Мария (22.03.1881—01.10.1958, Франция). фрейлина (1901), замужем за Николаем Алексеевичем Кизельбашем (1878–1952)[13], сыном архитектора А.П. Кизельбаша.
- Наталия (14.03.1885—07.04.1981[14], Канны)
- Софья (07.04.1887—1977, Франция)
- Елена (01.08.1895—1977, Франция)
- Екатерина (05.01.1898—1978, Франция)[15].